# Parghelia
Parghelia là một đô thị ở tỉnh Vibo Valentia trong vùng Calabria, có cự ly khoảng 60 km về phía tây namcủa Catanzaro và khoảng 15 km về phía tây của Vibo Valentia. Tại thời điểm ngày 31 tháng 12 năm 2004, đô thị này có dân số 1.383 người và diện tích là 8,0 km².
Đô thị Parghelia có các frazione (đơn vị trực thuộc) Fìtili.
Parghelia giáp các đô thị: Drapia, Tropea, Zaccanopoli, Zambrone.